# 首藤伸夫
首藤 伸夫（しゅとう のぶお、1934年（昭和9年）9月10日 - ）は、日本の土木工学者。東北大学名誉教授。

## 経歴
大分県大分市出身。
東京大学工学部土木工学科卒業後、建設省土木研究所の研究員を経て、1961年（昭和41年）、中央大学助教授、1966年（昭和46年）に中央大学教授に就任。1977年（昭和52年）から東北大学教授となる。後、岩手県立大学教授を経て日本大学教授に転籍。津波の挙動を数値解析手法で確定し、国内外の津波災害を数量的に明らかにするなど「津波工学」の確立に努める。2014年（平成26年）日本学士院賞を受賞。